# Qingshuihe

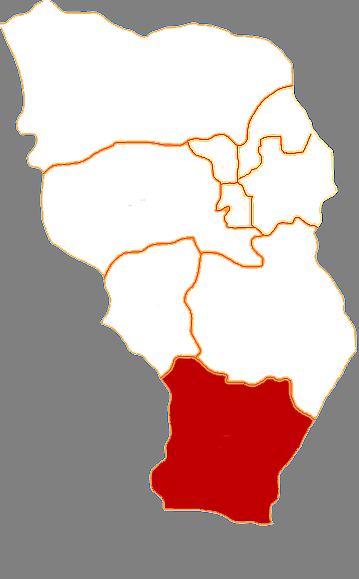
Lage Qingshuihes in Hohhot

Der Kreis Qingshuihe (chinesisch 清水河县, Pinyin Qīngshuǐhé Xiàn; mongolisch ᠴᠢᠩ ᠱᠦᠢ ᠾᠧ ᠰᠢᠶᠠᠨ Čiŋ šüi hė siyan) gehört zum Verwaltungsgebiet der bezirksfreien Stadt Hohhot, der Hauptstadt des Autonomen Gebietes Innere Mongolei in der Volksrepublik China. Er hat eine Fläche von 2.859 km² und zählt rund 140.000 Einwohner. Sein Hauptort ist die Großgemeinde Chengguan (城关镇). 

## Abschnitt Qingshuihe der Großen Mauer
Der Abschnitt der Großen Mauer im Kreis Qingshuihe (Changcheng – Qingshuihe xian changcheng 长城—清水河县长城) aus der Zeit der Ming-Dynastie steht seit 2001 auf der Liste der Denkmäler der Volksrepublik China (5-442(8)).